# Linda Collini
Linda Collini (Prato, 21 maggio 1982) è un'attrice, modella e conduttrice televisiva italiana.

## Biografia
Seconda di tre figlie, Evelina la maggiore e Viola la minore, nasce a Prato il 21 maggio 1982. 
Intraprende gli studi all'istituto tecnico, dopo i quali inizia a lavorare in una tintoria.  
Nel 2003 comprende che la sua strada era quella della recitazione, nel 2004 si iscriverà alla scuola di recitazione "Garinei e Giovannini" a Roma.
Dopo aver partecipato a Miss Italia 2003 e aver vinto la fascia di Miss Wella, ha fatto da testimonial per Wella, uno degli sponsor della manifestazione, fino al 2005.
Ha poi intrapreso la carriera di conduttrice televisiva. Tra i suoi lavori, ricordiamo: CineLounge (2005), in onda su Sky, Aspettando Miss Italia (2006), in onda su Rai 1. Nel 2007 ha lavorato come inviata dal Carnevalia di Ivrea per Rai 2.
Nel 2008 viene scelta per interpretare il ruolo di Cecilia Castelli nel cast fisso della soap opera CentoVetrine.
Il 4 novembre 2012 partecipa insieme al fidanzato l'attore Jgor Barbazza alla puntata domenicale di Avanti un altro!. Per il cinema, ha girato Un'insolita vendemmia, uscito nelle sale cinematografiche l'11 aprile 2013, e Sapore di te, uscito nel 2014.

## Vita privata
Dal 2010 è fidanzata con l'attore Jgor Barbazza, conosciuto sul set di Centovetrine. La coppia ha una figlia.

## Filmografia

### Attrice

#### Cinema
- Non c'è tempo per gli eroi, regia di Andrea Mugnaini (2011)
- Un'insolita vendemmia, regia di Daniele Carnacina (2013)
- Sapore di te, regia di Carlo Vanzina (2014)

#### Televisione
- CentoVetrine – serie TV (2008-2015)
- Don Matteo 9 – serie TV (2014)

## Programmi televisivi
- Miss Italia 2003 (Rai 1, 2003) – Concorrente
- CineLounge (Sky Cinema, 2005) – Conduttrice
- Camminando camminando (Sky, 2005) – Conduttrice
- Aspettando Miss Italia (Rai 1, 2006) – Conduttrice
- Carnevaila (Rai 2, 2007) – Inviata
- Avanti un altro! Pure di domenica... (Canale 5, 2012) – Concorrente